# Hilma Granqvist
Hilma Natalia Granqvist, född 17 juli 1890 i Helsingfors, död 25 februari 1972 i Helsingfors, var en finlandssvensk antropolog och Finlands första kvinnliga filosofie doktor i praktisk filosofi. Granqvist gjorde fältarbete i Brittiska Palestinamandatet 1925–1931, där hon främst studerade religionernas samhälleliga betydelse i den moderna världen. I Finland rentav motarbetades Granqvist och hennes arbete föll snabbt i glömska, men hennes insats som Palestinaforskare har fått internationell uppmärksamhet och har haft ett stort inflytande på modern antropologi. Hon fick ett populärvetenskapligt litteraturpris år 1939.

## Biografi

### Uppväxt
Hilma Granqvist var dotter till Karl Oskar Granqvist och Ida Natalia (född Storck). Båda föräldrarna var ursprungligen från Sibbo, men bodde i Helsingfors där pappan drev ett åkeri. Granqvist hade två yngre bröder, Valter (född 1892) och Gunnar (född 1895). Valter kom att spela en central roll för Hilmas vetenskapliga karriär. Hans uppmuntran och ekonomiska stöd var avgörande för att Hilma skulle kunna ägna sig åt en akademisk karriär.
I de dagböcker Hilma Granqvist skrev i tonåren framstår hon som en grubblande och allvarlig tonåring. Hon intresserade sig tidigt för religiösa och existentiella frågor och var uppriktigt intresserad av andra människor. Granqvist tog studenten år 1911 i Helsingfors och utbildade sig sedan till folkskollärare vid Ekenäs seminarium. Under åren i Ekenäs stiftade Granqvist bekantskap med författaren och konstnären Helena Westermarck och hennes bror, den kände antropologen Edvard Westermarck. 

### Tidiga studier
Granqvist avlade examen år 1914, men hennes lärarkarriär blev kortvarig. År 1917 skrev Granqvist in sig vid Helsingfors universitet, där hon studerade praktisk filosofi, pedagogik, historia, germansk filologi och svenska. Vid sidan av studierna arbetade hon som lärare. År 1921 blev Granqvist filosofie magister med pro gradu-avhandlingen Skolan och religionen, en personligt skriven uppsats om vikten av att reformera lärarutbildningen. Magisteravhandlingen behandlar religion i förhållande till en modern vetenskaplig världsbild.
Viljan att förstå religionernas ställning i den moderna världen fick Granqvist att fortsätta sina universitetsstudier, med Gunnar Landtman som handledare. Han gav henne ämnet kvinnorna i Gamla testamentet. För att få tillgång till religionsvetenskapligt källmaterial begav sig Granqvist till Friedrich Wilhelms universitet i Berlin, där hon samtidigt kom att studera allmän etnologi och österländsk religionshistoria.

### Vägen till Palestina
Året i Tyskland blev avgörande för Granqvists forskning och för hennes vetenskapliga karriär. Hon blev allt mer kritisk till de forskningsmetoder som utnyttjades vid Helsingfors universitet, och hade svårt att dölja sin åsikt. I Berlin kom Granqvist i kontakt med forskare som uppfattade det samtida Palestina som oförändrat och människorna där som ett slags levande bibelillustrationer. Inspirerad av forskarna ansåg Granqvist att hon skulle kunna förstå kvinnorna i Gamla testamentet genom att studera folklivet i det samtida Palestina. Hon började drömma om att resa till Palestina och studera kvinnorna där.
Granqvist fick stöd av sin bror Valter, professorerna i Tyskland och vännerna Helena och Edvard Westermarck. Granqvists handledare vid Helsingfors universitet, Gunnar Landtman, var ändå kritisk. Till slut tog professor Albrecht Alt i Liepzig sig an Granqvist och anmälde henne till en kulturhistorisk grundkurs i Jerusalem. Kursen var egentligen endast ämnad för män, men Granqvist fick ett specialtillstånd att delta. Resan skulle också bli dyr och Granqvist anhöll om många stipendier. År 1925 fick hon slutligen ett resestipendium av Nylands nation. Det var så anspråkslöst att det endast täckte biljettkostnaderna.

### Första resan till Palestina 1925-1927

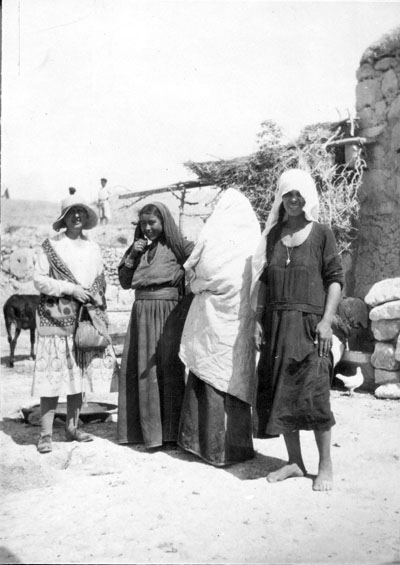
Hilma Granqvist i Palestina

Granqvist anlände till Palestina sent på sommaren år 1925. Hon var den enda kvinnan på den kulturhistoriska kursen, men det bekom henne inte. Granqvist blev vän med Signe Ekblad, som förestod den svenska skolan i Jerusalem. Ekblad hade goda kontakter både bland inflyttade och ortsbor. För sin fältstudie ville Granqvist hitta ett samhälle som hade varit så oförändrat som möjligt sedan den bibliska tiden. Hon fann den platsen i den lilla muslimska byn Artas, som hade cirka 500 invånare. Där bodde missionärsdottern Louise Baldensperger, kallad Sitt Louisa, en lätt excentrisk äldre dam som talade flytande arabiska. Baldensperger hade bott i byn hela sitt liv och var väl respekterad i bygemenskapen. Som inneboende hos Sitt Louisa vann Granqvist snabbt bybornas förtroende. Hon blev känd i byn som Sitt Halime.
Granqvist insåg ändå snabbt att det var omöjligt att studera byn utgående från det bibliska perspektivet och valde att istället studera bysamhället utgående från traditionerna kring äktenskap och bröllop. Gunnar Landtman avrådde Granqvist från att byta forskningsinriktning, eftersom han ansåg att äktenskapsstudien var för empirisk för en doktorsavhandling och tvivlade på att den skulle godkännas av universitetet. Hennes tankar och metodik representerade ett nytt vetenskapligt synsätt som var för progressiva för Helsingfors universitet.
Med stöd av Edvard Westermarck, en av tidens och världens mest kända antropologer och ivriga förespråkare av empiri och fältarbete, bestämde sig Hilma för att trotsa handledaren och universitetet. Hennes metod går ut på att inte enbart observera, utan aktivt leva med och delta i det samhälle hon studerade. Hon förde detaljerad statistik över alla äktenskap som ingåtts i byn så länge invånarna kunde minnas. Det resulterade i en dokumentation av äktenskap under hundra år. Granqvists forskning visade att det fanns stora skillnader i teori och praktik.
Granqvist ville dokumentera alla aspekter i bybornas livscykel och samlade samtidigt in material om barnafödslar, omskärelse, barndom, uppfostran, död och begravning. Hon var en av de första etnologerna som använde fotografering som fältmetod. Hon tog hundratals bilder av bybornas vardag, de flesta av dem på kvinnor. Hennes forskning var av en karaktär som endast hade kunnat utföras av en kvinna som hade de lokala kvinnornas förtroende.

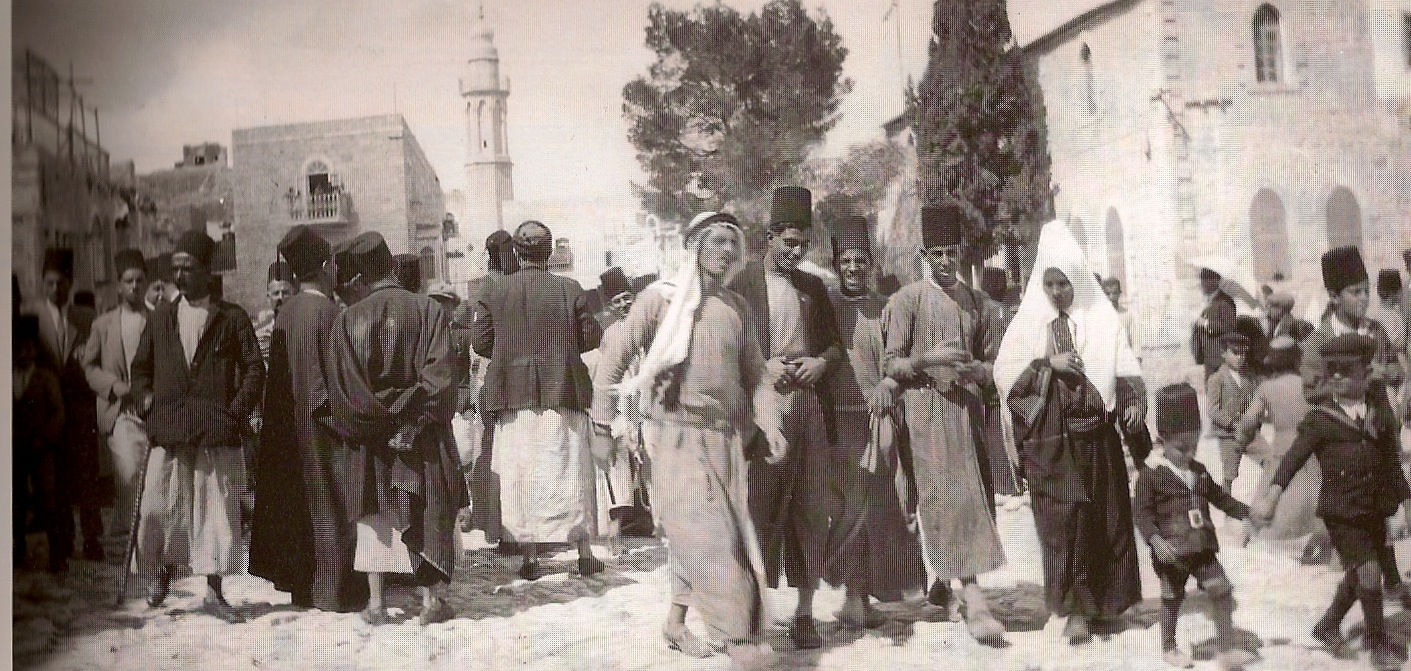
Fotografi av Betlehem som Hilma Granqvist tog år 1925

I februari 1927 återvände Granqvist till Helsingfors. Hon kände sig motarbetad vid universitetet, framförallt av Knut Tallqvist som var professor i orientalisk litteratur. I mars 1929 meddelade Gunnar Landtman att Granqvists avhandling inte kunde accepteras för disputation eftersom den var “enbart deskriptiv” och materialet var “intresselöst”. Granqvist vände sig till Edvard Westermarck som föreslog att hon skulle vänta på att Helsingfors universitet skulle ta sitt förnuft tillfånga, och komma till honom i London School of Economics.

### Andra resan till Palestina 1930–1931
Efter att ha vistats i London och Berlin återvände Granqvist till Palestina i januari 1930. Där hade protesterna mot den judiska invandringen ökat och våldet var en del av vardagen. I Artas var det ändå förhållandevis lugnt, och eftersom Granqvist hade samlat så mycket material under sin första resa kunde hon arbeta i ett lugnare tempo. Hon hade fortfarande inte fått svar av universitet om hon skulle få disputera.
Granqvist befann sig i Palestina under den dramatiska splittringen av den religiösa sekten American Colony, vars medlemmar till stor del kom från byn Nås i Dalarna. Granqvist kände till sekten eftersom den behandlas i Selma Lagerlöfs roman Jerusalem. Lagerlöf lyfter fram sekten i en positiv dager, men Granqvist fick en helt annan bild av den så kallade dalakolonin. Hon började gräva djupare och arbeta på en avslöjande artikel.

### Akademiska motgångar
I mars 1931 återvände Granqvist till Finland. Efter en lång väntan hade hon slutligen gett upp hoppet om att disputera vid Helsingfors universitet och vände sig, med hjälp av Edvard Westermarck, istället till Åbo Akademi. Granqvist disputerade med Marriage Conditions in a Palestinian Village i januari 1932. Studien var så omfattande att Granqvist endast lade fram de fyra första kapitlen. Hon formade om de resterande kapitlen till en andra del som kom ut år 1935.
Avhandlingen fick mycket positiv respons, framförallt i utlandet, och det gav Granqvist hopp om en akademisk karriär. Hon hoppades i första hand på en docentur vid Helsingfors universitet, eftersom det skulle ge både inkomst och en akademisk plattform. År 1935 lämnade hon slutligen in en ansökan om att få bli docent. Ansökan slutade efter en utdragen och orättvis process i en besvikelse. 
År 1939 vann Granqvist tredje pris i en svensk tävling i populärvetenskap. Hennes bidrag var baserat på forskningen och de egna erfarenheterna av livet i Artas och utgavs under titeln Arabiskt familjeliv. Efter framgången lade Granqvist sitt vetenskapliga arbete åt sidan och tog itu med artikeln om dalakolonin. Hon ansåg att Selma Lagerlöfs roman innehöll en lång rad faktafel och skrev en alternativ redogörelse. Hon reste också själv till Nås och intervjuade släktingar till jerusalemfararna. Granqvist försökte utan framgång sälja sin version av händelserna, Drömmare och fantaster i verklighet och dikt till flera förlag.
Under fortsättningskriget arbetade Granqvist med sitt material om barnen i Artas. Kriget förhalade skrivprocessen och också efterkrigstiden försvårade arbetet. År 1947 utkom slutligen Birth and Childhood Among the Arabs och 1950 Child Problems Among the Arabs. Efter staten Israels grundande år 1948 lyfte Granqvist upp frågan om palestiniernas öde i flera artiklar.

### Tredje resan till Palestina 1959
Våren 1959 återvände Granqvist för sista gången till Palestina på stipendium. Återseendet blev vemodigt eftersom Jerusalem hade förändrats i grunden, och i byn Artas var det bara några få gummor som kom ihåg Sitt Halime. Under resan arbetade Granqvist med en bok om död och begravning, som gick under namnet Dödsboken. Granqvist återvände till Helsingfors och arbetade vidare med Dödsboken. Den utkom slutligen år 1965 under titeln Muslim Death and Burial.
Under sina sista år sorterade Granqvist sina anteckningar, artiklar, brev och artiklar. Hennes önskan var att arkivet skulle göras tillgängligt för forskare, och därför flyttades det till London där det förvaltas av Palestine Exploration Fund. Privata brev och material på svenska finns i Åbo Akademis arkiv.